# アニメマインド
『アニメマインド』は、大分放送（OBSラジオ）で1984年4月15日から2001年3月31日までの17年間に渡って放送されていたローカルアニラジである。本項では関連イベントのアニメビッグサマーフェスティバルについても記述する。

## 概要
通称「アニマイ」。地方局製作のローカルアニラジとしては「アニメでGo!Go!(南日本放送･1982年放送開始)」に次ぐ長寿番組であった。アニメ関連の情報を盛り込みながらも、投稿葉書の面白ネタが繰り広げられるOP（オープニング）劇場などの多種多様なコーナーがあった。

## 歴史・放送時間の変遷
- 1984年4月15日 - アニメマインドアニパック10の番組名で放送開始。初代パーソナリティはOBSアナウンサーの松井督治。放送時間は日曜22:30 - 23:00。
- 1980年代(詳細時期不明) - 番組名が僕たちアニメマインド・アニパック10となる。
- 1989年
  - 10月1日 - 僕たちアニメマインド・アニパック10として最後の放送。
  - 10月2日 - 月～金曜22:35 - 22:50。帯番組化。放送時間の変更に伴い番組名もアニメマインド・アニパック○曜日となる。
- 1991年10月7日 - 月～金曜22:45 - 23:00。
- 1992年4月6日 - 2代目パーソナリティ、OBSアナウンサー平野賢初登場。
- 1998年
  - 4月 - 日曜24:00 - 25:30、フロート番組として｢國府田マリ子のGM｣を放送。
  - 10月 - 土曜20:00 - 22:00、フロート番組として｢國府田マリ子のGM｣｢宮村優子の直球で行こう!極｣を放送。
- 1999年
  - 4月 - 日曜23:00 - 23:30、｢國府田マリ子のGM｣は日曜深夜に移動。｢宮村優子の直球で行こう!極｣はネット終了。
  - 10月 - 日曜20:00 - 21:55、フロート番組として「瞳と光央の爆発ラジオ」｢CLUB db｣「國府田マリ子のGM」を放送。
- 2000年
  - 4月 - 日曜23:00 - 23:30
  - 10月 - 日曜21:00 - 21:55、フロート番組として｢ノン子とのび太のアニメスクランブル｣を放送。
- 2001年3月31日 - 最終回放送、17年間の歴史に幕を閉じる。

## アニメビッグサマーフェスティバル

### 概要
アニメビッグサマーフェスティバル（通称A.B.S.F）は、毎年8月上旬に大分市中心部で行われる大分七夕まつりのOBSイベント会場(主に若草公園)で行われていたイベントの1つである。祭りの一環であると同時に本番組の関連イベントとして位置づけられており、OVAの上映会の他、毎年ゲストに声優を招待して主にミニライブを行っていた。声優関係のイベントで地方でかつ入場制限なし･無料という例は他にほとんどなく、県外からの遠征組も多かった。その内容は後日ラジオでも放送されていた。

### ゲスト一覧
- 1989年8月6日 - 山本正之
- 1990年8月5日 - 水木一郎
- 1991年8月4日 - 山寺宏一
- 1992年8月8日 - 堀江美都子[3]
- 1993年8月7日 - 椎名へきる･野上ゆかな
- 1994年8月6日 - 三重野瞳
- 1995年8月4日 - 三重野瞳･結城比呂･桜井智[4]
- 1996年8月2日 - 三重野瞳･宮村優子･草地章江･木原さとみ･岩田光央
- 1997年8月?日 - 不明
- 1998年8月8日 - 菅原祥子[5]･菊池志穂･野上ゆかな
- 1999年8月7日 - 菅原祥子･堀江由衣･保志総一朗･岩田光央
- 2000年8月5日 - 菅原祥子･三重野瞳･田村ゆかり･水野愛日･山本麻里安
- 2001年8月4日 - 倉田雅世･桑谷夏子･神崎ちろ･徳永愛

## 補足
- 最初期には、番組スタッフによって『PACKING』というタイトルの同人誌のようなものが作られていたが、3巻を発行したところでストップした。
- 番組中に入るタイトルコールは作曲･田中公平、声･吉田古奈美のものが10年以上にわたって使用されていた。
- 大分市出身の漫画家･こやま基夫の読みきり作品『ファイナル珈琲ブレイク(「コミックNORA」1988年9月号掲載)』には水着に「ANIPACK10」と書かれているコマがある。
- OBSアナウンサーの三重野勝己は当初OBSでアルバイトをしていたところをアニマイスタッフに抜擢され、さらにアナウンサーになった人物である。
- 「リスナー集会」は番組リスナーが主催する催し物であり、1988年8月、大分市コンパルホール4F集会室で第1回が開催された。その後も少なくとも第28回までは行われている。初回の参加人数は約80人だったが、最盛時には約400人が集まったこともあったという。
- 1980年代の番組テーマ曲には、ドラマ『電車男』のオープニングテーマ曲でもあったエレクトリック・ライト・オーケストラのトワイライトが使用されていた。
- 1990年代後半には井上昌己の『Know One Knows』が番組テーマ曲として使用されていた。

### 番組終了後の動き
- 本番組の終了後、OBSラジオでは「岩男潤子のBe Natural 〜素顔のままで〜」[6]が放送されていたが半年で打ち切りとなり、同番組の放送終了後は「ちあきのあにまにあ(北陸放送制作)」が2014年4月6日にネット開始されるまで、アニラジといえる番組は全く放送されていなかった。
- OBSテレビでは2015年1月現在、MBS制作・TBS系全国ネットアニメの他、「ONE PIECE(フジテレビ制作)」「NARUTO -ナルト- 疾風伝(テレビ東京制作)」等のアニメが放映されている。
- 放送開始30周年を記念しリスナー集会のスタッフであるりょうちんによりアニメマインド特番の放送が企画されたが諸般の事情からアニマジンのタイトルで2015年4月5日からのレギュラー番組が放送開始となった[7]。